# Рейдерман, Илья Исаакович
Илья Исаакович Рейдерман (25 ноября 1937, Одесса, СССР — 27 октября 2022, Одесса, Украина) — русский поэт, философ, культуролог, театральный критик, педагог, журналист.
Член Южнорусского союза писателей (2007) и Союза российских писателей (2012).

## Биография
Родился в 1937 году в Одессе в семье бухгалтеров Исаака Ихиловича Рейдермана (1903—1943), уроженца Джурина, и Ханы Липовны Сородской, родом из Дубоссар. С началом Великой Отечественной войны семья эвакуировалась в Черемхово Иркутской области (здесь он пошёл в первый класс), а после войны поселилась в городке Дружковка Донецкой области, где Илья Рейдерман окончил среднюю школу, а мать десятилетиями работала плановиком-экономистом в ЦМК Торецкого машиностроительного завода. Отец будущего поэта погиб на фронте в 1943 году.
Окончил финансово-кредитный техникум в Тбилиси. После окончания филологического факультета Пермского университета в 1965 году был направлен на работу в районную газету в Страшенах (МССР), откуда через несколько месяцев был переведён театральным критиком в кишинёвскую ежедневную газету «Вечерний Кишинёв» (работал в отделе культуры, которым заведовал писатель Ефрем Баух). Там же, в Кишинёве, в 1975 году вышел первый поэтический сборник И. Рейдермана «Миг». C 1969 по 1973 годы заведовал литературной частью Тираспольского русского драматического театра, затем возвратился в Одессу. Работал в местной прессе на украинском языке, в газете «Комсомольская искра» (в том числе под псевдонимом «Илья Рудин»).
До последних дней жизни жил в Одессе, где преподавал в Художественном училище имени М. Б. Грекова. В 2012 году принят в Союз российских писателей.

## Семья
- Жена — Ольга Владимировна Коган-Шац (1941—?), дочь актёров Одесского государственного еврейского театра на идише Владимира Борисовича Коган-Шаца и Клары Ефимовны Садецкой (сценический псевдоним Гартова), племянница художника Матвея Коган-Шаца.
  - Сын — Карл Ильич Рейдерман (1971—2003), писал стихи под псевдонимом Карл Ольгин (опубликованы посмертно)[6].
- После смерти жены и сына женился на Анастасии Сергеевне Зиневич, психологе и прозаике, кандидате философских наук (2019)[7]. Совместно с ней написал несколько работ по экзистенциальной психотерапии и философии[8][9].

## Поэтические сборники
- Миг. Кишинёв: Картя молдовеняскэ, 1975.
- Пространство. Одесса: Негоциант, 1997.
- Бытие. Одесса: Инга, 2002.
- Земная тяжесть. Одесса: Негоциант, 2007.
- Поэзоконцерт (под псевдонимом Илья Рэй). Одесса: Негоциант, 2008.
- Любофф… (под псевдонимом Борис Осенний). Одесса: КП ОГТ, 2009.
- Одесские этюды. Одесса: КП ОГТ, 2010.
- Молчание Иова. Одесса: КП ОГТ, 2010.
- Вечные сны. Одесса: КП ОГТ, 2011.
- «Я». Одесса: КП ОГТ, 2011.
- Музыка: Одесса: КП ОГТ, 2012.
- Надеяться на пониманье. М.: Вест-Консалтинг, 2013.
- БОЛЬ (под псевдонимом Борис Осенний). Одесса: КП ОГТ, 2014.
- Зачем мы, поэты, живём? Одесса: КП ОГТ, 2015.
- Дело духа. Киев: Издательский Дом Дмитрия Бураго, 2017.
- Из глубины. Избранные стихотворения. СПб: Алетейя, 2017.